# Отскочное (Добринский район)
Отско́чное — село Дуровского сельсовета Добринского района Липецкой области реке Матренке.

## История
Возникло в середине XVIII в., упоминается в документах 1782 г. (ЗПУсмУ). Как село с церковью известно с 1826 г.
Население -  государственные крестьяне.

## Население
| 2010 |
| ---- |
| 170  |

## Известные уроженцы
Нижегородов, Виктор Михайлович  -  доктор медицинских наук, профессор. 

## Объекты культурного значения
- Храм Казанской Божьей Матери (1826 г.)   памятник архитектуры (вновь выявленный объект)[3]
- Курган.    исторический памятник (региональный)[3]